# 吳亮星
吳亮星，SBS，JP（1949年7月11日—），現任港區全國人大代表，前香港立法會議員。

## 職業/公職
曾於1988年6月至1997年6月出任中英土地委員會中方代表及香港特別行政區政府土地基金受託人。
1996年11月獲選為香港特別行政區第一屆政府推選委員會委員（工商、金融界），曾任香港臨時立法會議員、第一及第二屆香港立法會議員（選舉委員會），並於2012年自動當選香港立法會功能組別金融界議員，但於2016年不再尋求連任。

### 公職
- 全國人民代表大會港區代表（第十屆、十一屆、第十二屆、第十三屆）
- 香港特別行政區立法會第五屆立法會議員（金融界）（2012年至2016年）
- 香港特別行政區選舉委員會委員（第一屆至今）[1]
- 香港金融管理局銀行業務諮詢委員會委員（2012年12月至今）[2]
- 銀行業行業培訓諮詢委員會主席（2012年8月至2017年12月）[3]
- 香港金融業志同會有限公司名譽顧問（2011年至今）
- 香港中華出入口商會會董（2001年至今）
- 同齡同心慈善基金信託人（1999年至今）[4]
- 香港銀行華員會名譽會長（1990年9月至今）

## 立法會投票記錄
- 1997年7月16日 贊成 廢除《僱員代表權、諮詢權及集體談判權條例》[5][6]
- 1998年9月9日：贊成《1998年假期（修訂）條例草案》包含廢除重光紀念日公眾假期 [7]
- 1999年12月2日：贊成《提供巿政服務（重組）條例草案》廢除市政局和區域市政局[8]
- 2012年10月17日：反對促請撤回國教科指引及要求吳克儉局長下台[9][10]
- 2013年11月7日：反對引用《立法會（權力及特權）條例》促請政府呈交免費電視發牌文件的議案[11][12]
- 2014年10月17日：反對引用《立法會（權力及特權）條例》調查梁振英涉嫌收受一澳洲企業的秘密費用一事》[13]
- 2015年10月16日: 反對引用《立法會（權力及特權）條例》調查鉛水事件( 范國威議員根據《立法會（權力及特權）條例》動議的議案)[14][15]

## 政治生涯

### 全國人民代表大會港區代表
吳亮星連續獲選第十、十一屆及第十二屆全國人民代表大會港區代表，其曾於2016年3月8日的分組會上建議港深廣高鐵可以研究“車上檢”方案，認為獲派上車的人員必須通過嚴格培訓及熟悉相關法律，這做法有利於依法執行檢查，也有利於加強內地與港澳的合作，提升港澳競爭力。

### 香港特別行政區立法會議員
吳亮星於2012年自動當選為香港特別行政區第五屆立法會功能組別金融界議員，任期四年。

#### 財委會主席
吳亮星於2013年10月4日擊敗民主黨主席劉慧卿，當選2013至2014年度立法會財務委員會主席。其當選後表示，如果財委會出現拉布，他作為主席會按照實際情況處理，並以公眾利益為依歸。其任內共主持了35次會議，批准了65項由當局提交的撥款建議，與往年委員會所批准項目的數目相若。當中的非工務工程項目所涉開支的總承擔額約為530億6千多萬元。
2014年5月16日、6月6日、6月13日，吳亮星主持立法會財務委員會新界東北發展撥款動議。會上限制議員發言以防止議員拉布，遭部分泛民主派議員質疑其违反《議事規則》行事，委員會副主席劉慧卿更批評吳丟架。在6月6日的會議上，吳的裁決更引起泛民議員離座抗議。此外，吳只不斷引用第四十五條規例來處理部分提出規程問題的議員，令部分泛民主派議員感到吳行駛過大權力，甚至超越立法會主席曾鈺成。
2014年6月27日，吳亮星再主持香港立法會財務委員會新界東北發展計劃之前期撥款動議。期間部分泛民議員起鬨，離席抗議。当晚吳在大批泛民議員离席包围主席台理论之下，趕及在晚上十時許启动表決該項動議，並在1分鐘內完成投票表決，大批泛民議員未及返回座位。计算在席投票有29票贊成、2票反對之下吳宣布拨款动议獲得通過。
綜觀新東北撥款申請議案最終歷7次會議、30小時的審議後才獲通過。在第5次審議時，就發生示威者突衝入立會，揚言要「佔領立會」；隨著傳媒對事件的關注，各示威團體和關注組織也忽然爭相加入反撥款浪潮。後期，示威者人群中相信沒多少個是真正來自新界東北的村民。議會外爆發多場暴力衝突，財委會會議室亦如同鬥獸場，泛民議員也開始以離坐示威、圍堵主席台的方式拖延表決。

#### 利益衝突之虞
吳亮星除擔任財委會主席及立法會議員兩職，更兼任新鴻基地產子公司董事、中國銀行（香港）信託董事長。鑒於兩公司新界東北發展，遭懷疑有利益衝突之虞。惟之後大會裁決吳亮星並無利益關係，毋須避席，亦不許議員再次辯論相關規條。

## 曾任職業/其他社會服務
- 中國銀行（香港）有限公司營運部總經理（2005年8月至2009年7月）
- 中南銀行副董事長（1998年8月至2001年10月）
- 中南銀行常務董事及香港分行總經理（1990年1月至1998年8月）
- 香港特別行政區立法會第二屆立法會議員（選舉委員會）（由2000年10月1日開始，任期4年）
- 香港特別行政區立法會第一屆立法會議員（選舉委員會）（由1998年7月1日開始，任期2年）
- 臨時立法會議員（由400名推選委員會委員於1996年12月21日選出60名臨時立法會議員）[22]
- 香港特別行政區第一屆政府推選委員會委員（工商、金融界）（1996年11月2日香港特別行政區籌備委員會第六次全體會議通過推委會成員名單）

- 中英土地委員會中方代表（1988年6月至1997年6月）[24]
- 香港特別行政區政府土地基金受託人（1988年6月至1997年6月）[25]
- 香港房屋委員會委員（1996年4月至2004年3月）
- 華人永遠墳場管理委員會成員（2009年6月至2015年5月）
- 香港學術及職業資歷評審局專家（銀行業）（2007年10月至2013年12月）
- 香港特別行政區區議會議員薪津獨立委員會委員（2007年8月至2013年7月）
- 銀行業行業培訓諮詢委員會委員（2006年8月至2012年7月）
- 漁業可持續發展委員會委員（2006年12月至2009年至12月）
- 香港特別行政區行政會議成員、立法會議員及政治委任制度官員薪津獨立委員會成員（2005年4月至2011年3月）
- 漁業發展貸款基金顧問委員會委員香港政府漁業發展貸款基金顧問委員會委員（2001年1月至2007年12月）
- 輸入優秀人才計劃遴選委員會委員優秀人才入境計劃遴選委員會委員（1999年12月至2003年7月）
- 嶺南大學校董會（1999年10月至2006年10月）
- 嶺南大學諮議會成員（1999年10月至2011年10月）
- 強制性公積金計劃諮詢委員會委員（1998年9月至2005年3月）
- 香港公益金商業及僱員募捐計劃委員會委員（1992年7月至1996年6月）

## 評價及爭議
在2013至14年度擔任立法會財務委員會主席期間，因爲裁決混亂，耗費大量時間與委員爭論《議事規則》，令到議案本身大受阻延，屬建制派的委員林大輝形容吳「令到議會醜態百出，出盡洋相」，並認為吳固執、不禮貌、脾氣不好。
委員兼前保安局長葉劉淑儀亦批評吳主持會議之手法非常混亂，並希望主席一職由他人擔任。吳亮星聲稱，對換主席建議持開放態度，但強調他由議員互選產生，已努力向委員會負責，不會主動讓位，亦不想外界指他遇到困難就推搪，但如果財委會大多數委員認為，應由其他委員主持審議有關議程，他持開放態度。前公務員事務局長王永平認爲吳主持會議進退失據，並認爲他沒法勝任該職，葉劉淑儀公開要求吳亮星下馬，更令整個金融界蒙羞。但在其后叶刘淑仪改口支持吴亮星：“與吳亮星主席討論過會議程序，發覺他都很熟悉，只不過上次不斷被人打斷。”
而身兼立法會議員的現任民建聯主席李慧琼則表示：「雖然在整個過程未盡人意，但如果將撥款說成是違反議事規程，甚至「霸王硬上弓」，或把全部責任歸咎於吳亮星主席，實在有欠公允。對於今次撥款，網民的評論鋪天蓋地，但不少是情緒宣泄，以偏蓋全。縱觀他們提出的批評，基本上都是根據電視鏡頭前所見，指吳亮星在撥款過程尾聲，只准議員最後發言一分鐘，而指他剝奪議員發問的自由。這些批評忽略了財委會以至立法會就東北發展討論的前因後果。」
2014年6月27日，前立法會法律界議員吳靄儀於《信報》直接刊文直斥吳亮星無能。同文中吳靄儀抨擊吳亮星等功能組別議員完全不懂立法會章程以至所有事務，亦不適宜當此議會主席之重任。
吳亦被泛民主派猛烈批評在財委會審議東北發展計劃前期撥款中不顧程序，粗暴表決。曾擔任財委會主席的前立法局主席黃宏發，6月30日出席商業電台節目《在晴朗的一天出發》時被問到如何評價吳主持會議，黃宏發表示會給予不合格分數，但強調不合格的還有議員。他認為主席吳亮星在表決時，應該先叫所有議員返回座位，若議員仍然堅持不回座位，主席可暫停會議解決問題，而吳亮星直接表決，變相令部分議員失去投票權。
有動畫家製成微動畫「霸王硬上星」，諷刺他的議會決定不合理。
2014年7月30日，吳亮星評價自己作為一個新人第一次擔任財委會主席，承認在處理會議上有很多改善空間，但表現尚算合格，自評有60至80分。但在同一場合，財委會副主席劉慧卿反駁吳要深刻反省，稱「面係人哋畀，架就自己丟」，斥吳令財委會臉目無光。其後吳亮星表示因不希望因自己做主席而加深議會矛盾，故自己不會再競逐下屆財委會主席。
2015年10月8日，吳亮星在立法會就鉛水事件向官員發問：「如果含鉛適中，係咪有助延年益壽呢？...」食物及衞生局局長高永文隨即回應，指醫學界上根本沒有任何文獻或數據顯示鉛對身體有益或達致延年益壽的效果。
2016年1月5日，吳亮星就銅鑼灣書店股東等五人接連失蹤，引述所收到一位老朋友的「短訊」稱他們是坐「洗頭艇」偷渡回內地「宿娼嫖妓」。言論遭網民炮轟，吳亮星回應「錯在哪裏？使乜同任何人道歉」，翌日，吳亮星說，對有關引述涉及李波的道德方面問題，在未證實是否屬實下引述，他對李波夫婦道歉。李太開腔回應，指吳亮星的道歉是「摑你一巴，再說對不起」，又說因為吳的惡毒攻擊，令她身體不適胃痛發作，需要就醫。
2017年5月7日，六七動力研究社及工聯會逾百人到粉嶺和合石舉行公祭，拜祭當年參與暴動者。吳亮星亦有出席，他稱當年參與暴动者為“英雄”，並聲稱已向中央建議應該平反六七暴動，但不願透露詳情，只稱認為意見受中央「相當重視」。

## 馬主生涯
吳亮星是香港賽馬會的會員，自2013 - 2014馬季開始成為馬主，以長威團體的成員擁有名下馬匹「搶鏡」、「好心腸」。

## 榮譽
- 2004年 銀紫荊星章[47]